# Smog informacyjny
Smog informacyjny (nazywany też mgłą informacyjną) – termin występujący w społeczeństwie informacyjnym. Jest to zjawisko nadmiernej ilości informacji nieuporządkowanych, rozdrobnionych oraz niezweryfikowanych w Internecie, które mieszają się z wartościowymi treściami dostępnymi w Internecie.

## Pochodzenie
Termin smogu informacyjnego został opracowany w celu określenia oraz nazwania zespołów problemów oraz zjawisk, które wynikły w związku z nadmiarem źródeł informacji w Internecie. Metafora smogu informacyjnego zrodziła się pod koniec lat 90. XX wieku i została stworzona przez amerykańskiego publicystę naukowego Davida Shenka, który użył jej w 1997 roku. Jest analogią to smogu wielkoprzemysłowego, który był skutkiem ubocznym procesu spalania w czasie rewolucji przemysłowej. Tym samym skutkiem jest ogromna ilość informacji w Internecie, które powstały w wyniku ich przetwarzania, gromadzenia oraz przesyłania. Termin jest również nawiązaniem do samej struktury smogu (powietrze wymieszane z zanieczyszczeniami, które w większej ilości jest szkodliwe dla człowieka), w którym nieuporządkowane oraz niezweryfikowane treści nagromadzone poprzez ich ciągłe wytwarzanie oraz przesyłanie mieszają się z treściami wartościowymi, dostępnymi w licznych artykułach lub opracowaniach.

## Źródła smogu informacyjnego
Smog informacyjny swoje źródła ma w szerzącej się w Internecie komercji oraz rewolucji teleinformatycznej. W miejsce artykułów, statystyk oraz badań udostępnianych poprzez uniwersytety lub grupy badawcze pojawiły się witryny informacyjne, w których głównymi treściami są treści reklamowe. Ich głównym celem jest przyciągnięcie uwagi oraz zachęcenie do działania, w tym wypadku kupna reklamowanego produktu. Tym samym poprzez wzrost serwisów informacyjnych o charakterze komercyjnym, wzrosła również liczba informacji niesprawdzonych i nieprawdziwych, które posiadają zabarwienie reklamowe. Nadmierna ilość koloryzowanych treści reklamowych powoduje utrudnienia w wyselekcjonowaniu informacji opartych na faktach od treści sprzedażowych. W związku z rewolucją informatyczną, czyli przetwarzaniem informacji w formie elektronicznej, utworzył się smog informacyjny, a tym samym nadmierne zaśmiecenie cyberprzestrzeni poprzez wprowadzenie do Internetu ogromnej ilości nieprzetworzonych informacji. Ze względu na ogromną ilość wiadomości dostępnych w telewizji, prasie, radiu oraz Internecie tworzy się zjawisko nazwane przez Davida Shenka „powodzią informacyjną”. Grozi to przesytem informacji.
Zaśmiecenie Internetu niespójnymi oraz niezweryfikowanymi informacjami, tworzonymi przez reklamodawców, czy też zwykłych ludzi, wywiera negatywny wpływ na ogólną wiarygodność treści dostępnych w sieci. Nadmierna ich ilość doprowadza do przeciążenia informacyjnego umysłu człowieka oraz problemy z ich dalszą analizą. Dochodzi do zjawiska „przeinformowania” oraz „nadinformowania”, gdzie niekiedy informacje nie mają żadnej wartości dla odbiorcy. Inną tego konsekwencją jest przebodźcowanie mózgu, które objawia się brakiem koncentracji uwagi, jak i również trudnościami w przyswajaniu nowej wiedzy.

## Obrona przed smogiem informacyjnym
Rozwiązaniem postępowania tworzenia się niskiej jakości informacji w Internecie jest wprowadzenie higieny i profilaktyki informacyjnej, czyli usuwanie nadmiaru informacji oraz treści reklamowych, czy też weryfikacja treści oraz wyselekcjonowanie wartościowych informacji od „śmieciowych”. Innym sposobem jest zwiększenie świadomości informacyjnej, tym samym nabycie umiejętności rozróżniania informacji rozrywkowych od wartościowych, jak i również świadome ograniczanie konsumpcyjnych treści.